# Bankvollmacht
Die Bankvollmacht ist im Bankwesen eine Vollmacht, die durch den Kontoinhaber eines Bankkontos einem Dritten erteilt wird und diesen ermächtigt, über das Bankkonto im Umfang der Vollmacht zu verfügen.
Begünstigte Dritte einer Bankvollmacht können Angehörige des Kontoinhabers, andere Personen oder Angestellte eines Unternehmens als Kontoinhaber sein. Während die Bankvollmacht die vollumfängliche Vertretungsmacht des Bevollmächtigten im Rahmen der bestehenden Geschäftsverbindung zu einem Kreditinstitut meint, bezieht sich eine bloße Kontovollmacht auf ein bestimmtes Bankkonto.

## Allgemeines
Über ein Bankkonto sind automatisch verfügungsberechtigt der Kontoinhaber und dessen gesetzliche Vertreter (Eltern als Vertreter eines minderjährigen Kontoinhabers, Pfleger, Betreuer, Vorstandsmitglieder einer Aktiengesellschaft, Kommanditgesellschaft auf Aktien, Europäischen Gesellschaft oder Geschäftsführer beispielsweise einer GmbH). Nur der Kontoinhaber ist – je nach Saldo – Gläubiger oder Schuldner und als solcher mit umfassenden Rechten ausgestattet. Der Kontoinhaber besitzt deshalb die Möglichkeit, den Kreis der Verfügungsberechtigten durch Rechtsgeschäft auf Dritte zu erweitern. Zivilrechtlich wird dies über die Stellvertretung (§§ 164 ff. BGB), handelsrechtlich über Handlungsvollmacht (§ 54 HGB) oder Prokura (§§ 48 ff. HGB) gelöst. Der Umfang der handelsrechtlichen Bankvollmacht ist in den erwähnten Artikeln näher beschrieben.

## Rechtsfragen
Die zivilrechtliche Kontovollmacht ist eine Form der Stellvertretung der §§ 164 BGB ff. BGB. Das Gesetz sieht zwar keine besondere Form der Vollmacht (§ 167 Abs. 2 BGB) vor, doch verlangen die Kreditinstitute regelmäßig schriftliche Erteilung.
Die Namen der vertretungs- und verfügungsbefugten Personen sind den Kreditinstituten auf besonderen Vordrucken mit eigenhändigen Unterschriftsproben bekanntzugeben. Nach Erteilung der Vollmacht ist der Kontobevollmächtigte berechtigt, Bankgeschäfte im Namen und für Rechnung des Kontoinhabers abzuschließen. Das bedeutet, dass die Kontoverfügungen des Kontobevollmächtigten für oder gegen den Kontoinhaber vorgenommen werden und dieser durch Verfügungen des Kontobevollmächtigten selbst verpflichtet wird, auch soweit Sollsalden hieraus entstehen. Die Verfügungsberechtigten dürfen das Konto umfassend wie der Kontoinhaber selbst nutzen – aber nur mit Wirkung für und gegen den Kontoinhaber und Vollmachtgeber. Nicht durch eine solche Vollmacht gedeckt sind Kontoverfügungen zu Gunsten des Bevollmächtigten. Dieser darf das Konto nicht für eigene Zahlungen nutzen (Kontoleihe bzw. Kontomissbrauch) bzw. eigene, ihm zustehende Beträge über das für ihn weiterhin fremde Konto leiten, um dadurch Zahlungen oder Zahlungsströme zu verheimlichen beziehungsweise zu verdunkeln (Geldwäsche), Steuerpflichten (Steuerhinterziehung) oder Unterhaltspflichten (Unterhaltspflichtverletzung) zu umgehen oder zu verkürzen oder um pfändende Gläubiger (dann Vollstreckungsvereitelung nach § 288 StGB) um den ihnen zustehenden pfändbaren Teil seines Vermögens und Einkommens zu bringen.
Verfügungsberechtigung bedeutet insbesondere das Recht wahrzunehmen, Barauszahlungen oder Überweisungen vornehmen zu dürfen, bei Lastschriften Zahlungsauftgräge zu erteilen oder Überweisungsgutschriften entgegenzunehmen. Diese weitgehenden Rechte zeigen das Vertrauensverhältnis auf, das zwischen Kontoinhaber und Kontobevollmächtigten besteht.

## Umfang
Im Regelfall ist die Bankvollmacht unbegrenzt. Die „unbeschränkte Verfügung“ betrifft jedoch nur die Verfügungsmacht über Kontosalden, nicht jedoch über das Konto als solches. Deshalb besitzt der Kontobevollmächtigte nicht alle Rechte, die dem Kontoinhaber zustehen. Bankvollmachten berechtigen lediglich zur Vornahme aller Geschäfte, die mit der Kontoführung in engem Zusammenhang stehen müssen. Zu den gewöhnlichen Kontogeschäften gehören:
- Verfügungen über Kontoguthaben, Inanspruchnahme von eingeräumten Krediten;
- Ankauf von Wertpapieren, Devisen, Sorten und Edelmetallen;
- Entgegennahme von Kaufabrechnungen, Kontoauszügen, Depot- und Erträgnisaufstellungen;
- Saldoanerkenntnis.

Entstehen durch die Verfügungen des Kontobevollmächtigten Sollsalden, so wird hierdurch allein der Kontoinhaber verpflichtet und zum Schuldner der Bank aus Darlehen (§ 488 BGB). Der Bevollmächtigte handelt „für Rechnung“ des Kontoinhabers.
Von vorneherein nicht durch Kontovollmachten gedeckt sind:
- die Erteilung von Untervollmachten,
- die Eröffnung weiterer Konten und Depots,
- die Entgegennahme von Konto- und Kreditkündigungen,
- die Kontokündigung oder Kontoumschreibung auf den Namen des Kontobevollmächtigten,
- der Abschluss oder die Änderung von Kreditverträgen,
- die Bestellung oder Rücknahme von Kreditsicherheiten,
- die Antragstellung für Kunden-, Maestro- und Kreditkarten,
- der Abschluss von Schrankfach- und Verwahrverträgen.

Diese Bankgeschäfte stehen nicht mehr im engen Zusammenhang zum Bankkonto, sondern sind eigenständige Bankverträge, auf die sich eine Kontovollmacht regelmäßig nicht erstreckt. Die Umschreibung eines Kontos auf den Namen des Bevollmächtigten ist ein Gläubigerwechsel, der von einer Bankvollmacht nicht erfasst wird. Ein Kontobevollmächtigter ist selbst nicht Forderungsinhaber und deshalb nicht befugt, die Rechtsstellung des vertretenen Kontoinhabers aufzuheben oder zu verändern.
Eine Kontovollmacht kann in Ausnahmefällen vom Kontoinhaber dahingehend beschränkt werden, dass eine bevollmächtigte Person nur über einen festgelegten Betrag verfügen oder beispielsweise nur Überweisungen für den Kontoinhaber in Auftrag geben darf. Auch weitere Einschränkungen sind möglich, da der Umfang der Kontovollmacht durch den Kontoinhaber bestimmt werden kann und vom Kreditinstitut beachtet werden muss.
Bei Vollmachten mit gemeinschaftlicher Verfügung wird oft zwischen „A-Vollmachten“ und „B-Vollmachten“ unterschieden. Während A-Bevollmächtigte mit jedem beliebigen anderen Bevollmächtigten verfügen können, darf der B-Bevollmächtigte nur mit einem A-Bevollmächtigten handeln.

## Arten
Bankvollmachten werden danach unterschieden, ob der Tod des Kontoinhabers für die Wirksamkeit der Vollmacht eine Rolle spielt. Eine ausdrückliche gesetzliche Regelung hinsichtlich der Auswirkungen des Todes des Vollmachtgebers auf den Bestand einer Vollmacht besteht lediglich für die Prokura (§ 52 Abs. 3 HGB) und die Prozessvollmacht (§ 86 1. Halbsatz ZPO), für die Bankvollmacht besteht keine gesetzliche Regelung. Deshalb kann die Wirksamkeit einer Bankvollmacht frei vereinbart werden. Dabei kommt es darauf an, ob das der Bankvollmacht zugrunde liegende Rechtsverhältnis (also der Girovertrag) durch den Tod des Kontoinhabers erlischt (§ 168 Satz 1 BGB). Da der Girovertrag nicht durch den Tod des Kontoinhabers erlischt, bleibt auch im Regelfall die Kontovollmacht weiter bestehen.
Die Bankvollmacht ist und ersetzt kein Testament und berührt die Rechte der Erben daher nicht.

### „Transmortale Bankvollmacht“
In Deutschland ist eine zeitlich unbegrenzte Kontovollmacht („transmortale Vollmacht“) auch über den Tod des Kontoinhabers hinaus gültig, sodass der Bevollmächtigte auch nach dem Tod des Kontoinhabers weiter verfügen darf (§ 672 in Verbindung mit § 168 BGB). Diese wird vorzugsweise zur Absicherung des Ehegatten oder naher Angehöriger eingesetzt, um im Todesfall des Kontoinhabers nahtlos den hindernisfreien Zugriff auf das Konto des Erblassers zu ermöglichen. Diese praxisübliche Vorgehensweise ist jedoch mit einem Risiko verbunden. Gehören die Kontobevollmächtigten nämlich später nicht zu den Erben, so können die wirklichen Erben mit Erbschein oder einem beglaubigten Testament jederzeit bestehende Bankvollmachten zugunsten nicht erbberechtigter Dritter widerrufen. Der nicht erbende Kontobevollmächtigte wird im Erbfall zur Vertrauensperson des Erben, der in die Rechtsposition des verstorbenen Kontoinhabers tritt. Um den überlebenden Ehegatten oder nahe Angehörige für den Todesfall abzusichern, gibt es als bessere Lösung die Erbeinsetzung, das Vermächtnis oder die Schenkung unter Lebenden bzw. von Todes wegen.
Im schweizerischen Recht gilt diese weitgehende Vollmacht über den Tod oder die Handlungsunfähigkeit des Vollmachtgebers hinaus nur, wenn dies in der Vollmachtsurkunde ausdrücklich vorgesehen ist.

### „Prämortale Bankvollmacht“
Die weitgehende transmortale Bankvollmacht ist der Normalfall. Der Kontoinhaber kann mit den Kreditinstituten jedoch auch andere Regelungen treffen. Bei der Vollmacht bis zum Todesfall („prämortale Vollmacht“) erlischt die Bankvollmacht automatisch mit dem Tod des Kontoinhabers. Es handelt sich um eine auflösend bedingte Vollmacht (§ 185 Abs. 2 BGB), bei welcher der Tod des Kontoinhabers zur sofortigen Unwirksamkeit der Bankvollmacht führt. Deshalb muss die Bank bei jeder Verfügung durch den Bevollmächtigten zunächst prüfen, ob der Kontoinhaber noch lebt. Ist der Kontoinhaber verstorben, erlöschen derartige Vollmachten automatisch. Die Kreditinstitute sind bei dieser Art Bankvollmacht hohen Risiken ausgesetzt, da sie möglicherweise Verfügungen durch den Bankbevollmächtigten zulassen, obwohl der Kontoinhaber bereits ohne ihr Wissen verstorben ist.
Nach schweizerischem Recht erlischt die Vollmacht im Todesfall, bei Handlungsunfähigkeit oder Verschollenheit des Vollmachtgebers, soweit der Vollmachtgeber nichts Gegenteiliges angeordnet hat (Art. 35 Abs. 3 OR).

### „Postmortale Bankvollmacht“
Die Kontovollmacht für den Todesfall („postmortale Vollmacht“) tritt erst mit dem Tod des Kontoinhabers in Kraft. Der Kontoinhaber erteilt diese Bankvollmacht zu seinen Lebzeiten als aufschiebend bedingte Vollmacht (§ 185 Abs. 1 BGB), bei welcher der Tod des Kontoinhabers die sofortige Wirksamkeit der Bankvollmacht herbeiführt. Vor dem Ableben des Kontoinhabers ist diese Bankvollmacht deshalb nicht nutzbar. Eine solche Kontovollmacht wird üblicherweise zur späteren Verwaltung der Erbschaft zugunsten von Ehegatten oder nahen Angehörigen erteilt, sodass diese nicht auf die Erteilung eines Erbscheins oder Vorlage eines beglaubigten Testaments angewiesen sind.
Nach schweizerischem Recht sind solche Vollmachten höchstens für kurze Zeit nach dem Tode des Vollmachtgebers gültig und befähigen, sobald der Bevollmächtigte vom Tode des Vollmachtgebers Kenntnis hat, nicht zu mehr als dringlichen Verwaltungshandlungen. Im Übrigen geht die Handlungsbefugnis nach schweizerischem Recht in jedem Falle auf die Erben über, es sei denn, der Erblasser habe einen Willensvollstrecker eingesetzt. Das gilt auch für Banken, selbst wenn anderslautende Bankvollmachten vorliegen.

## Missbrauch der Bankvollmacht
Das Vollmachtverhältnis zwischen Kontoinhaber und Kontobevollmächtigtem stellt ein Vertrauensverhältnis dar. Hiergegen wird verstoßen, wenn die Vollmacht durch den Kontobevollmächtigten missbraucht wird, indem er sich einen rechtsgrundlosen Vermögensvorteil zu Lasten des Kontoinhabers durch Überweisung/Abhebung zu seinen Gunsten verschafft. Deshalb finden die meisten Missbräuche von Bankvollmachten unter Angehörigen statt und können strafbar sein (siehe Kontoplünderung).
Stellen die Erben fest, dass ein Kontobevollmächtigter bis zum Tod des Kontoinhabers Beträge abgehoben hat, so trägt der Kontobevollmächtigte nach der oberinstanzlichen Rechtsprechung die Beweislast und ist bei ungünstiger Beweislage zum Schadensersatz verpflichtet. Bei Abhebungen mittels einer Vollmacht des Kontoinhabers muss derjenige, der die Abhebung tätigt, den behaupteten Rechtsgrund für die Abhebung beweisen. Auch das OLG Bremen war der Auffassung, dass ein Bankbevollmächtigter, der Geld vom Bankkonto des Erblassers abhebt, beweisen muss, dass für diese Abhebung ein Rechtsgrund vorhanden war und dass er das abgehobene Geld auftragsgemäß weitergeleitet hat. Danach beruhe der Zahlungsanspruch auf einem ursprünglich dem Kontoinhaber gegen den Bankbevollmächtigten zustehenden Anspruch aus § 667 BGB bzw. aus § 812 Abs. 1 Satz 1 BGB. Zwischen Kontoinhaber und dessen Kontobevollmächtigten sei ein Auftragsverhältnis gemäß § 662 BGB begründet worden, soweit es um die Besorgung finanzieller Angelegenheiten für den Kontoinhaber ging. Dem Bankbevollmächtigten obliege es zu beweisen, dass er mit dem abgehobenen Geld bestimmungsgemäß verfahren sei. Gelingt ihm dieser Beweis nicht, ist gemäß § 667 BGB der Kontobevollmächtigte gegenüber dem Kontoinhaber verpflichtet, alles aus der Geschäftsbesorgung Erlangte an den Kontoinhaber herauszugeben, sofern es nicht anderweitig bestimmungsgemäß verbraucht worden ist. Dies ist nach den allgemeinen Beweislastregeln darzulegen und zu beweisen. Auch hier werde von einer vom „Normalfall“ abweichenden Beweislastverteilung für den Fall ausgegangen, dass der Kontobevollmächtigte eine Barauszahlung aufgrund einer ihm erteilten Kontovollmacht erlangt hat.
Die Bankvollmacht ist in der Regel mit dem Willen verbunden, mit Erteilung der Kontovollmacht auch die daraus resultierenden Rechnungslegungspflichten zusätzlich vereinbaren zu wollen. In Fällen, bei denen ein Familienmitglied oder Bekannte des Kontoinhabers eine derartige Kontovollmacht erteilt bekommen, wird davon ausgegangen, dass die Erteilung einer Kontovollmacht aufgrund eines besonderen Vertrauensverhältnisses erfolgt. Im Rahmen dieses Vertrauensverhältnisses wird üblicherweise keine Auskunft oder Rechenschaft verlangt. Nachträglich soll der Bevollmächtigte nicht dazu verpflichtet werden können, genauere Rechnungslegungen zu erbringen. Im Unterschied hierzu sind beruflich bestellte Bevollmächtigte (Pfleger, Betreuer) gesetzlich zur genauen Rechnungslegung verpflichtet.
Eine Auskunfts- und Rechenschaftspflicht kann sich aus Treu und Glauben (§ 259 und § 242 BGB) ergeben. Dies ist insbesondere dann der Fall, wenn die Erben über das Bestehen oder den Umfang einer Vollmacht im Ungewissen sind, der Kontobevollmächtigte dem Kontoinhaber die zur Beseitigung der Ungewissheit erforderlichen Auskünfte jedoch unschwer erteilen kann. Ist der Kontobevollmächtigte auch der Begünstigte aus Kontoverfügungen, ist eine Rechenschaft zumutbar. In diesem Fall wird eine – wenn auch gesetzlich nicht geregelte – Auskunfts- und Rechenschaftspflicht angenommen.
Zusätzlich muss geklärt werden, ob es zulässig ist, dass Kontobevollmächtigte Überweisungen an sich selbst vornehmen und damit eine angebliche Schenkung vollziehen wollen. Das scheitert jedenfalls nicht an der Formbedürftigkeit des Schenkungsversprechens, welches nach § 518 Abs. 1 BGB einer notariellen Beurkundung bedarf. Die Schenkung an den Kontobevollmächtigten ist jedoch zusätzlich ein Fall des Selbstkontrahierens, denn der Schenker schließt mit sich selbst als Vertreter des Kontoinhabers einen Schenkungsvertrag ab. Derartige „Insichgeschäfte“ sind nach § 181 BGB unwirksam. Der Kontobevollmächtigte ist deshalb zu solchen Kontoverfügungen nicht befugt; die Verfügung ist damit schwebend unwirksam, bis sie nachträglich genehmigt wird. Das Recht, eine Genehmigung zu erteilen, geht mit dem Tod auf die Erben über (§ 1922 Abs. 1 BGB). Wird die nachträgliche Genehmigung durch die Erben versagt, ist die Schenkung von vorneherein nichtig.
Strafrechtlich stellen derartige, rechtsgrundlose Überweisungen/Auszahlungen zugunsten Kontobevollmächtigter einen Fall der Unterschlagung dar (§ 246 Abs. 1 StGB). Da Bankbevollmächtigte eine Vertrauensstellung innehaben, liegt sogar ein qualifizierter Fall des § 246 Abs. 2 StGB mit erhöhter Strafandrohung vor.

## Widerruf
Kontovollmachten können vom Kontoinhaber jederzeit gegenüber der kontoführenden Bank einseitig widerrufen werden. Der Widerruf führt zum sofortigen Erlöschen der Vollmacht. Vollmachten erlöschen automatisch, ohne dass sie widerrufen werden müssen, bei:
- Tod des Bevollmächtigten,
- Geschäftsunfähigkeit des Bevollmächtigten,
- Insolvenzeröffnung über das Vermögen des Kontoinhabers,
- Tod des Kontoinhabers („prämortale Vollmacht“).

Mit dem Tod des Kontoinhabers treten dessen Erben im Wege der Gesamtrechtsnachfolge (§ 1922 Abs. 1 BGB) in die Rechtsstellung des Kontoinhabers und sind dann berechtigt, „transmortale“ oder „postmortale“ Bankvollmachten – insbesondere wenn die Bevollmächtigten nicht zu den Erben gehören – zu widerrufen. Umstritten ist, ob jeder Miterbe die Vollmacht anteilig mit Wirkung für sich widerrufen kann oder ob der Widerruf den gesetzlichen Regelungen zur Erbengemeinschaft folgt (Mehrheitsentscheidung, nur bei Notverwaltung einer für alle).
Nach schweizerischem Recht bedarf es keines Widerrufes der Vollmacht durch die Erben. Hingegen tun die Erben gut daran, den Bevollmächtigten und die Bank vom Ableben des Vollmachtgebers in Kenntnis zu setzen und eine allfällige Vollmachtsurkunde zurückzufordern, da sie andernfalls gutgläubigen Dritten gegenüber, mit denen der Bevollmächtigte (sei es in Kenntnis oder in Unkenntnis des Todes des Vollmachtgebers) noch namens des Vollmachtgebers Rechtsgeschäfte tätigte, für den Schaden verantwortlich sind (Art. 36 Abs. 2 OR).

## Weitere rechtliche Aspekte
- Bevollmächtigte unterliegen der Legitimationsprüfung gemäß § 154 AO. Sie müssen sich mit einem amtlichen Lichtbilddokument, z. B. Personalausweis oder Reisepass legitimieren.
- Kontobevollmächtigte müssen von den Kreditinstituten gemäß § 3 Abs. 1 GWG für Zwecke der Geldwäsche identifiziert und dokumentiert werden.
- Die Namen der Bevollmächtigten werden im Rahmen des Kontenabrufverfahrens an Behörden weitergegeben.
- Nach Artikel 26 Abs. 3 Verordnung (EU) Nr. 600/2014 in Verbindung mit § 22 WpHG ist es vorgeschrieben, Börsenumsätze von Bevollmächtigten unter deren Kennnummer und nicht der des Kontoinhabers zu melden.
- Auch die Anforderungen des § 63 WpHG gelten für Bevollmächtigte. Die Bank muss vor Ausführung eines Wertpapiergeschäftes die Erfahrungen und Kenntnisse des Bevollmächtigten erfragen (Geeignetheitserklärung) und mit dem Risiko der vorgesehenen Geschäfte vergleichen.

Ob Vorsorgevollmachten eine Bankvollmacht überflüssig machen, ist strittig. Das Bundesjustizministerium (BMJ) empfiehlt daher bei Vorsorgevollmachten – die Innenvollmachten sind – stets die Bankvollmacht als Außenvollmacht separat zu erklären.